# Añahuani
Añahuani (auch: Challa Khasa) ist eine Ortschaft im Departamento Potosí im südamerikanischen Andenstaat Bolivien.

## Lage im Nahraum
Añahuani liegt im nördlichen Teil der Provinz Charcas und ist zentraler Ort im Cantón Añahuani im Municipio Toro Toro. Die Ortschaft liegt auf einer Höhe von 2372 m am Río Añahuani, der in nordöstlicher Richtung in den Río Caine mündet, dem Zufluss zum Río Grande.

## Geographie
Añahuani liegt zwischen den beiden Anden-Gebirgsketten der Cordillera Central und der Cordillera Oriental.
Das Klima ist wegen der Höhenlage angenehm ausgeglichen, jedoch über weite Teile des Jahres sehr trocken. Die mittlere Durchschnittstemperatur der Region liegt bei etwa 18 °C (siehe Klimadiagramm Toro Toro), die Monatsmittel schwanken nur unwesentlich zwischen 14,5 °C im Juli und 20 °C von November bis Januar. Der Jahresniederschlag beträgt etwa 560 mm, bei einer deutlich ausgeprägten Trockenzeit von April bis Oktober mit Monatsniederschlägen unter 25 mm, und einer Feuchtezeit von Dezember bis Februar mit deutlich über 100 mm Monatsniederschlag.

## Verkehrsnetz
Añahuani liegt in einer Entfernung von 367 Kilometern nördlich von Potosí, der Hauptstadt des Departamentos.
Von Potosí aus führt die Nationalstraße Ruta 5 in nordöstlicher Richtung in das 169 Kilometer entfernte Sucre. Von dort führt eine unbefestigte Straße über Poroma, Soicoco und Thola Pampa de Chuquisaca nach Viru Viru, überquert auf einer Brücke den Río San Pedro unterhalb der Mündung des Río Chayanta, und erreicht nach weiteren sieben Kilometern Carasi.
Von Carasi aus führt die Straße 25 Kilometern weiter über Saca Villque Sub Pocosuco zum Cruce Añahuani, von dem aus ein Abzweig zehn Kilometer in südöstlicher Richtung und dann noch einmal sechs Kilometer in nördlicher Richtung nach Añahuani führt.
Vom Cruce Añahuani aus erreicht man in nordwestlicher Richtung nach dreizehn Kilometern Toro Toro, den zentralen Ort des Municipios, und von dort weiter die Region Cochabamba.

## Bevölkerung
Die Einwohnerzahl der Ortschaft ist in dem Jahrzehnt zwischen den beiden letzten Volkszählungen um ein Zehntel zurückgegangen:
| Jahr | Einwohner         | Quelle       |
| ---- | ----------------- | ------------ |
| 1992 | keine Detaildaten | Volkszählung |
| 2001 | 611               | Volkszählung |
| 2012 | 558               | Volkszählung |
| 2024 |                   | Volkszählung |

Die Region weist einen deutlichen Anteil an Quechua-Bevölkerung auf, im Municipio Toro Toro sprechen 99,1 Prozent der Bevölkerung Quechua.